# Anilocra rhodotaenia
Anilocra rhodotaenia is een pissebed uit de familie Cymothoidae. De wetenschappelijke naam van de soort is voor het eerst geldig gepubliceerd in 1857 door Bleeker.